# Himna Nizozemskih Antila
Himna Nizozemskih Antila (niz. ), zvana i "Himna bez imena"  bila je nacionalna himna Nizozemskih Antila. Stihove na engleskom napisala je Zahira Hiliman iz Zemlje Svetog Martina a na domorodački papiamento ju je prevela Lucille Berry-Haseth iz Zemlje Curaçaa. Napisana je na dva od tri službena jezika Nizozemskih Antila, engleskom i papiamentu; nizozemski je treći službeni jezik. Službeno je prihvaćena 2000. godine. Uz ovu, brojni otoci na Nizozemskim Antilima imaju svaki svoju himnu.
10. listopada 2010. Nizozemski Antili su raspušteni na Zemlju Curaçao, Zemlju Sveti Martin i tri javna tijela Karipske Nizozemske.

## Vanjske poveznice
- Music (eng.)
- MP3 instrumental version (eng.)